# Campionat del Món de natació en piscina curta de 2008

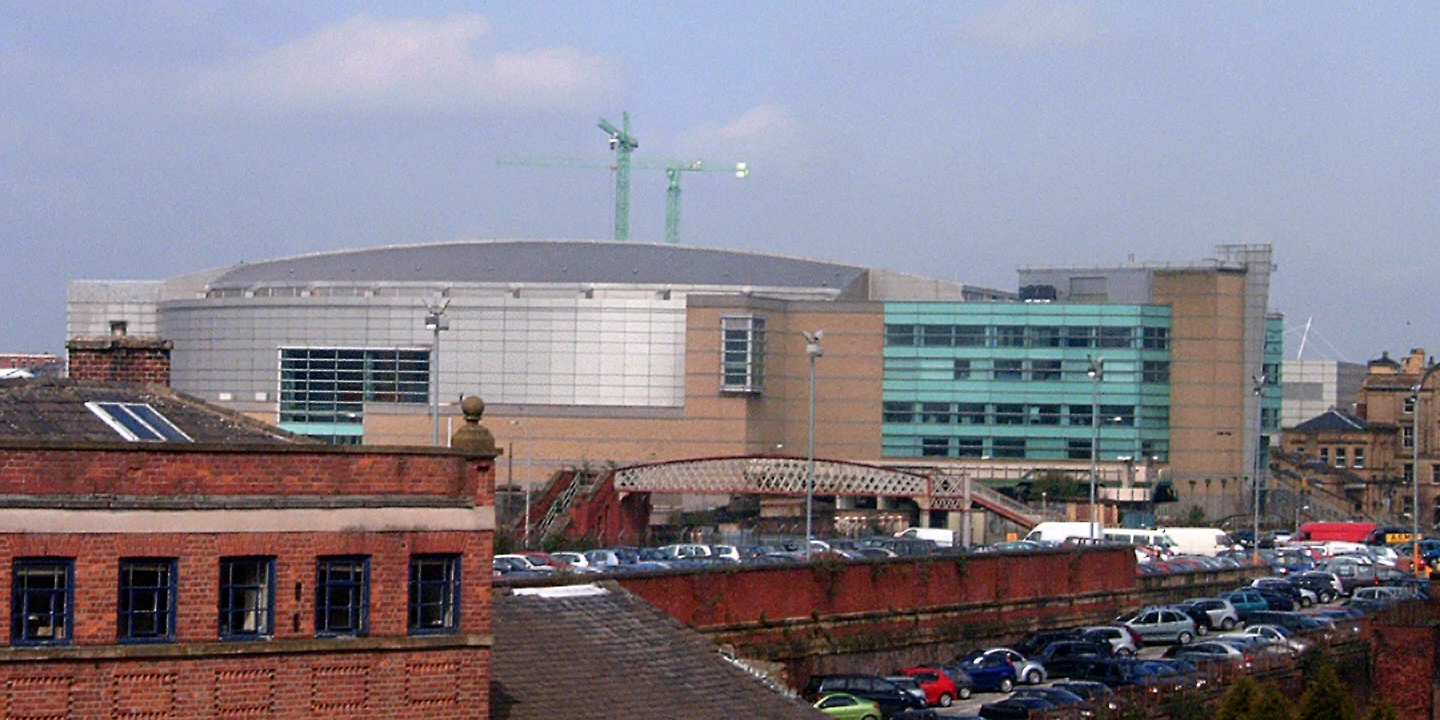
Vista exterior del Manchester Arena.

El Campionat del Món de natació en piscina curta de 2008 fou una competició esportiva que es realitzà entre els dies 9 i 13 d'abril de 2008 a la ciutat de Manchester (Regne Unit) sota l'organització de la Federació Internacional de Natació (FINA) i en piscina curta (25 metres). La competició se celebrà a les instal·lacions aquàtiques del Manchester Arena.

## Resum de medalles

### Categoria masculina
| Prova                    | Or                                                                                  | Or          | Plata                                                                               | Plata      | Bronze                                                                              | Bronze   |
| 50 m. lliures            | Duje Draganja · Croàcia                                                             | 20.81 RM    | Mark Foster · Regne Unit                                                            | 21.31      | Gerhard Zandberg · Sud-àfrica                                                       | 21.33    |
| 100 m. lliures           | Nathan Adrian · Estats Units                                                        | 46.67 RC'   | Filippo Magnini · Itàlia                                                            | 46.70      | Duje Draganja · Croàcia                                                             | 46.83    |
| 200 m. lliures           | Kenrick Monk · Austràlia                                                            | 1:43.46     | Kirk Palmer · Austràlia                                                             | 1:43.50    | Massimiliano Rosolino · Itàlia                                                      | 1:44.23  |
| 400 m. lliures           | Yury Prilukov · Rússia                                                              | 3:37.35EU   | Massimiliano Rosolino · Itàlia                                                      | 3:39.60    | Robert Renwick · Regne Unit                                                         | 3:40.22  |
| 1500 m. lliures          | Yury Prilukov · Rússia                                                              | 14:22.98 RC | David Davies · Regne Unit                                                           | 14:36.30   | Mateusz Sawrymowicz · Polònia                                                       | 14:43.37 |
|                          |                                                                                     |             |                                                                                     |            |                                                                                     |          |
| 50 m. esquena            | Peter Marshall · Estats Units                                                       | 23.49       | Liam Tancock · Regne Unit                                                           | 23.53      | Ashley Delaney · Austràlia                                                          | 23.57    |
| 100 m. esquena           | Liam Tancock · Regne Unit                                                           | 50.14 EU    | Randall Bal · Estats Units                                                          | 50.42      | Stanislav Donets · Rússia                                                           | 50.53    |
| 200 m. esquena           | Markus Rogan · Àustria                                                              | 1:47.84 RM  | Ryan Lochte · Estats Units                                                          | 1:47.91    | Stanislav Donets · Rússia                                                           | 1:50.45  |
|                          |                                                                                     |             |                                                                                     |            |                                                                                     |          |
| 50 m. braça              | Oleg Lisogor · Ucraïna                                                              | 26.46       | Mark Gangloff · Estats Units                                                        | 26.54      | Cameron van der Burgh · Sud-àfrica                                                  | 26.67    |
| 100 m. braça             | Igor Borysik · Ucraïna                                                              | 57.74 RC    | Cameron van der Burgh · Sud-àfrica                                                  | 57.92      | Oleg Lisogor · Ucraïna                                                              | 58.08    |
| 200 m. braça             | Kristopher Gilchrist · Regne Unit                                                   | 2:06.18     | Igor Borysik · Ucraïna                                                              | 2:06.21    | William Diering · Sud-àfrica                                                        | 2:06.85  |
|                          |                                                                                     |             |                                                                                     |            |                                                                                     |          |
| 50 m. papallona          | Adam Pine · Austràlia                                                               | 22.78       | Sergiy Breus · Ucraïna                                                              | 22.86 EU   | Evgeny Korotyshkin · Rússia                                                         | 22.94    |
| 100 m. papallona         | Peter Mankoč · Eslovènia                                                            | 50.04 RC    | Adam Pine · Austràlia                                                               | 50.54      | Nikolay Skvortsov · Rússia                                                          | 50.78    |
| 200 m. papallona         | Moss Burmester · Nova Zelanda                                                       | 1:51.05 RC  | Nikolay Skvortsov · Rússia                                                          | 1:51.83    | Paweł Korzeniowski · Polònia                                                        | 1:52.25  |
|                          |                                                                                     |             |                                                                                     |            |                                                                                     |          |
| 100 m. estils            | Ryan Lochte · Estats Units                                                          | 51.15 WR    | Peter Mankoč · Eslovènia                                                            | 52.21 ER   | Liam Tancock · Regne Unit                                                           | 52.22    |
| 200 m. estils            | Ryan Lochte · Estats Units                                                          | 1:51.56 WR  | Liam Tancock · Regne Unit                                                           | 1:53.10    | James Goddard · Regne Unit                                                          | 1:55.15  |
| 400 m. estils            | Ryan Lochte · Estats Units                                                          | 4:03.21     | Robert Margalis · Estats Units                                                      | 4:03.74    | Dinko Jukić · Àustria                                                               | 4:06.40  |
|                          |                                                                                     |             |                                                                                     |            |                                                                                     |          |
| relleus 4x100 m. lliures | Estats Units Ryan Lochte · Bryan Lundquist · Nathan Adrian · Doug Van Wie           | 3:08.44 RM  | Països Baixos Robert Lijesen · Bas van Velthoven · Mitja Zastrow · Robin van Aggele | 3:09.18 EU | Suècia Petter Stymne · Stefan Nystrand · Lars Frölander · Marcus Piehl              | 3:10.04  |
| relleus 4x200 m. lliures | Austràlia Kirk Palmer · Grant Brits · Nicholas Sprenger · Kenrick Monk              | 6:55.65 RC  | Regne Unit Robert Renwick · David Carry · Andrew Hunter · Ross Davenport            | 6:56.52 EU | Itàlia Emiliano Brembilla · Massimiliano Rosolino · Nicola Cassio · Filippo Magnini | 6:58.39  |
| relleus 4x100 m. estils  | Rússia Stanislav Donets · Sergey Geybel · Evgeny Korotyshkin · Alexander Sukhorukov | 3:24.29 RM  | Estats Units Randall Bal · Mark Gangloff · Ryan Lochte · Nathan Adrian              | 3:24.38    | Nova Zelanda Daniel Bell · Glenn Snyders · Corney Swanepoel · Cameron Gibson        | 3:27.15  |

## Medaller
| Pos. | País            | Or | Plata | Bronze | Total |
| 1    | Estats Units    | 10 | 6     | 1      | 17    |
| 2    | Austràlia       | 8  | 9     | 2      | 19    |
| 3    | Països Baixos   | 4  | 4     | 1      | 9     |
| 4    | Zimbàbue        | 4  | 0     | 1      | 5     |
| 5    | Regne Unit      | 3  | 10    | 11     | 24    |
| 6    | Rússia          | 3  | 1     | 5      | 9     |
| 7    | Ucraïna         | 2  | 3     | 2      | 7     |
| 8    | Croàcia         | 2  | 0     | 2      | 4     |
| 9    | Sud-àfrica      | 1  | 1     | 4      | 6     |
| 10   | Eslovènia       | 1  | 1     | 0      | 2     |
| 11   | Nova Zelanda    | 1  | 0     | 1      | 2     |
| 12   | Àustria         | 1  | 0     | 0      | 1     |
| 13   | Itàlia          | 0  | 2     | 2      | 4     |
| 14   | Espanya         | 0  | 1     | 2      | 3     |
| 15   | Finlàndia       | 0  | 1     | 1      | 2     |
| 16   | Romania         | 0  | 1     | 0      | 1     |
| 16   | R.P. de la Xina | 0  | 1     | 0      | 1     |
| 18   | Polònia         | 0  | 0     | 2      | 2     |
| 19   | Grècia          | 0  | 0     | 1      | 1     |
| 19   | Suècia          | 0  | 0     | 1      | 1     |
|      | Total           | 40 | 41    | 39     | 120   |